# Neftçi Peşəkar Futbol Klubu
El Neftçi Peşəkar Futbol Klubu és un club azerbaidjanès de futbol de la ciutat de Bakú.

## Història
El club va ser fundat el 18 de març de 1937. Va jugar a la màxima divisió de la lliga soviètica de futbol els anys 1949-1950, 1960-1970, i 1977-1988, per un total de 23 categories a la màxima categoria.
Evolució del nom:
- 1937: Neftyanik Bakú
- 1967: Neftchi Bakú

## Estadi
El Neftchi Bakú juga a l'estadi Tofiq Bəhramov, amb capacitat per a 29.858 espectadors, i que porta el nom de l'àrbitre azerbaidjanès Tofiq Bəhramov. És l'estadi amb més capacitat del país, i acostuma a ser usat per la selecció de futbol de l'Azerbaidjan. Va ser construït l'any 1952.

## Palmarès
- Lliga azerbaidjanesa de futbol: 9
  - 1992, 1995-96, 1996-97, 2003, 2003-04, 2004-05, 2010-11, 2011-12, 2020/21
- Copa azerbaidjanesa de futbol : 6
  - 1994-95, 1995-96, 1998-99, 2003-04, 2012-13, 2013-14
- Copa de la Comunitat d'Estats Independents: 1
  - 2006

## Futbolistes destacats
Era soviètica
- Maxallah Ahmedov
- Anatoli Banixevskiy
- Vladimir Brukhti
- Vyatxeslav Txanov
- Adamas Golodets
- Samed Gurbanov
- Iskender Javadov
- Sergey Kramarenko
- Alekper Mamedov
- Aleksandr Mirzoyan
- Yuri Romensky
- Igor Ponomarev
- Nazim Suleymanov
- Vitaliy Xevtxenko
- Kazbek Tuaev
- Aleksandr Trophimov
- Aleksandr Zhidkov

Des de la independència
- Tarlan Akhmedov
- Samir Alekperov
- Emin Guliyev
- Gurban Gurbanov
- Mahmud Gurbanov
- Veli Kasumov
- Aslan Kerimov
- Dmitriy Kramarenko
- Vidadi Rzaev
- Zaur Tagizade
- Tomislav Visevic
- Vadim Borets
- Branimir Subasic
- Georgi Adamia

## Entrenadors

### Entrenadors a la 1a divisió soviètica
- Gavriïl Putilin (1949)
- Víktor Patsévitx (1949)
- Mikhaïl Txurkin (1950)
- Veniamín Krilov (1960)
- Borís Arkàdiev (1961–1962)
- Ələkbər Məmmədov (1963–1965)
- Vassili Sokolov (1965–1966)
- Əhməd Ələsgərov (1965–1970)
- Ələkbər Məmmədov (1971–1972)
- Guennadi Bondarenko (1977–1978)
- Ígor Neto (1979)
- Əhməd Ələsgərov (1979–1983)
- Kazbek Tuayev (1984)
- Ruslan Abdul·làiev (1984)
- Viatxeslav Soloviov (1985)
- Ruslan Abdul·làiev (1986)
- Aleksandr Sevídov (1987)
- Ağasəlim Mircavadov (1987–1988)

### Entrenadors des de la independència
- Ahmed Aleskerov (1992)
- Sergey Kramarenko (1993)
- Ruslan Abdullaev (1994–1995)
- Kazbek Tuaev (1996–1997)
- Vagif Sadygov (1998)
- Ahmed Aleskerov (1998–1999)
- Ogtay Abdullaev (1999–2001)
- Raxid Uzbekov (2001)
- Kazbek Tuaev (2001–2004)
- Agasalim Mirjavadov (2004–2006)
- Gurban Gurbanov (2006–2007)
- Vlastimil Petržela (2007)
- Anatoli Demiànenko (2008)
- Hans-Jürgen Dörner (2008–2009)
- Arif Asadov (2009-2011)
- Boyukagha Hajiyev (2011–2013)
- Tarlan Ahmadov (2013)
- Nazim Suleymanov (2013–2014)
- Boyukagha Hajiyev (2014)
- Arif Asadov (2014–2015)
- Samir Aliyev (2015)
- Asgar Abdullayev (2015–2016)
- Vəli Qasımov (2016)
- Elkhan Abdullayev (2016–2017)
- Tarlan Ahmadov (2017–2018)
- Roberto Bordin (2018–2020)
- Fizuli Mammadov (2020)
- Samir Abbasov (2020–2022)
- Laurențiu Reghecampf (2022–2023)
- Adrian Mutu (2023)
- Miodrag Božović (2023 – present)